# احمد الکعبی (بازیکن فوتبال، زاده ۱۹۹۶)
احمد الکعبی (عربی: أحمد خليفة الكعبي؛ زادهٔ ۱۵ سپتامبر ۱۹۹۶) بازیکن فوتبال اهل عمان است.
از باشگاه‌هایی که در آن بازی کرده‌است می‌توان به باشگاه فوتبال النهضه عمان اشاره کرد.
وی همچنین در تیم‌های ملی فوتبال زیر ۲۳ سال عمان، و عمان بازی کرده‌است.